# Amancio Escapa Aparicio

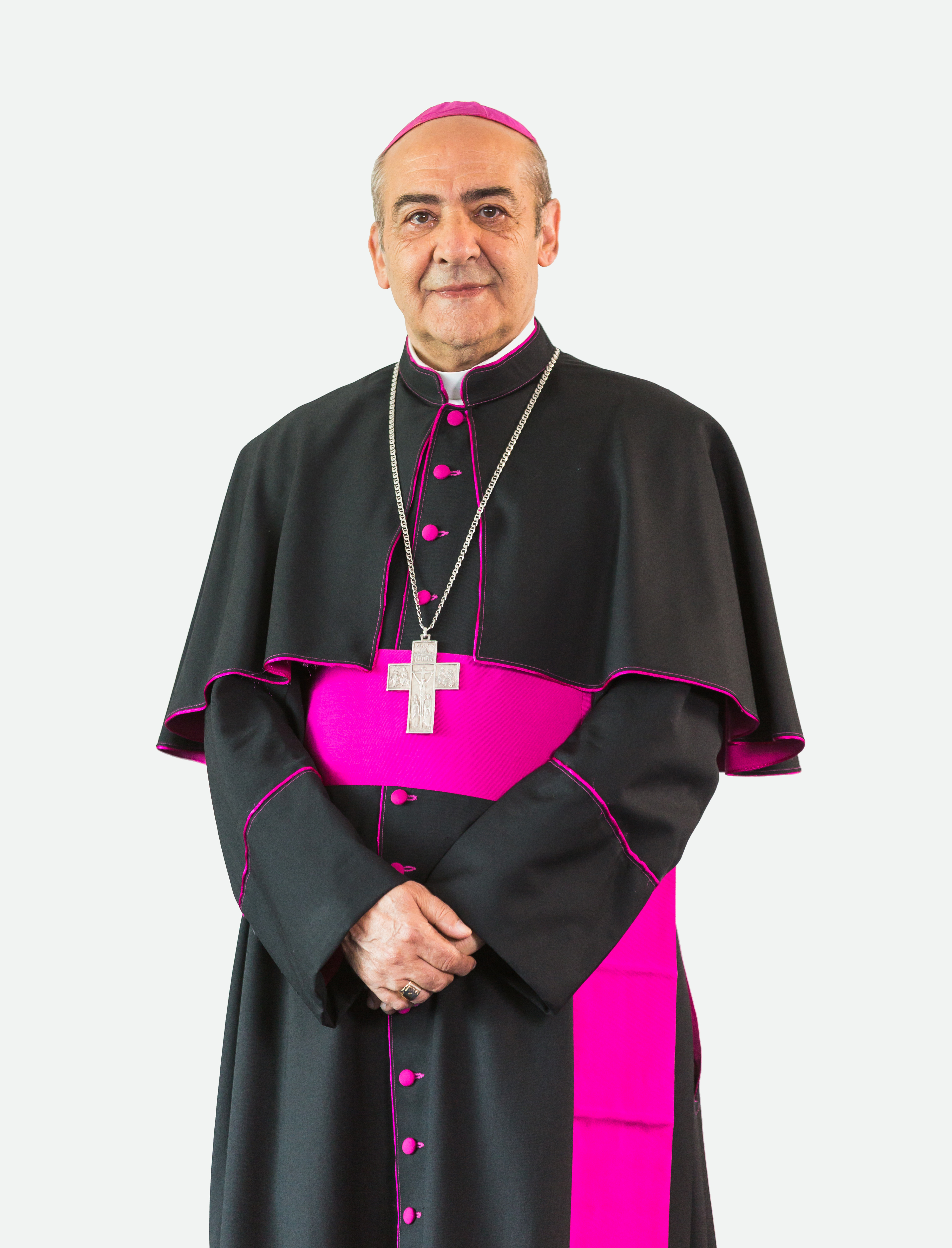
Amancio Escapa Aparicio, 2014

Amancio Escapa Aparicio OCD (* 30. März 1938 in Cistierna, Spanien; † 5. Mai 2017) war ein spanischer Ordensgeistlicher und Weihbischof in Santo Domingo.

## Leben
Amancio Escapa Aparicio trat der Ordensgemeinschaft der Unbeschuhten Karmeliten bei und empfing am 22. April 1962 die Priesterweihe.
Papst Johannes Paul II. ernannte ihn am 31. Mai 1996 zum Titularbischof von Cenae und Weihbischof in Santo Domingo. Der Erzbischof von Santo Domingo, Nicolás de Jesús Kardinal López Rodríguez, spendete ihm am 6. Juli desselben Jahres die Bischofsweihe; Mitkonsekratoren waren Juan Félix Pepén y Solimán, emeritierter Weihbischof in Santo Domingo, und François Robert Bacqué, Apostolischer Nuntius in der Dominikanischen Republik.
Papst Franziskus nahm am 4. Juli 2016 seinen altersbedingten Rücktritt an.